# St. Mary’s (municipal district)
St. Mary’s, Municipality of the District of St. Mary’s – jednostka samorządowa (municipal district) w kanadyjskiej prowincji Nowa Szkocja powstała 17 kwietnia 1879 na bazie utworzonego w 1840 w hrabstwie Guysborough dystryktu, jednostka podziału statystycznego (census subdivision). Według spisu powszechnego z 2016 obszar municipal district to: 1909,47 km², a zamieszkiwało wówczas ten obszar 2233 osoby (gęstość zaludnienia 1,2 os./km²).